# یرد

اصطلاحاً به اردوگاه‌های بادیه‌نشینان در اطراف روستاها در بخش‌هایی از جنوب ایران یُرد می‌گویند.

## یُرد
یُرد واژه‌ای برگرفته از یورت ترکی است که معنی چادر کوچ‌نشینی می‌دهد.
یرد به جائی گفته می‌شود که ایل نشینان و عشایر در آنجا خیمه می‌زنند و ساکن می‌شوند.
این خیمه‌ها را از پشم گوسفند درست می‌کنند که البته رنگ آنها سیاه است و شکل این خیمه‌ها مستطیل است و سقف و اطراف آن از موی بز ساخته می‌شود وطول هر خیمه از جهار تا پنج متر است.

این خیمه‌ها روی چند پایه اساسی بالا برده می‌شود و هر خیمه با چند طناب در اطراف آن با میخ در زمین نصب می‌شود.
غالباً سوی خیمه رو به مشرق است بویژه در فصل زمستان برای دریافت آفتاب در درون خیمه. همچنین در فصلهای دیگر برای برپایی خیمه به عواملی چون جهت وزش باد، دمای هوا، موقعیت زمین و روشنی دقت کامل می‌شود.
در فصل تابستان برای تهویه و ورود باد به درون خیمه اطراف خیمه را بالا می‌زنند، اما در زمستان اطراف (جوانب) خیمه را پائین می‌آورند و روی آن خاک می‌ریزند تا اینکه از ورود باد سرد و هوا و آب باران جلوگیری شود.

## یردهای غرب هرمزگان
از اردوگاههای صحرانشین در بادیه کوخرد و مشهورترین یرد منطقه می‌توان از «یُردعلی زینل » و «یُردعلی مــَّد عالی » نام برد که در (پس رود گپ) رودخانه مهران در جنوب غربی دهستان کوخرد واقع هستند.

## فهرست منابع و مآخذ
- محمدیان، محمد. به یاد کوخرد ج۱. چاپ اول، دبی: سال انتشار ۲۰۰۱ میلادی.
- بالود، محمد.  (فرهنگ عامه در منطقه بستک)  ناشر همسایه، چاپ زیتون، انتشار سال ۱۳۸۴ خورشیدی.
- الکوخردی، محمد، بن یوسف، (کُوخِرد حَاضِرَة اِسلامِیةَ عَلی ضِفافِ نَهر مِهران Kookherd، an Islamic District on the bank of Mehran River) الطبعة الثالثة، دبی: سنة ۱۹۹۷ للمیلاد.
- محمد، صدیق «تارخ فارس» صفحه‌های (۵۰ ـ ۵۱ ـ ۵۲ ـ ۵۳)، چاپ سال ۱۹۹۳ میلادی.
- محمدیان، کوخردی، محمد ،  (شهرستان بستک و بخش کوخرد)   ، ج۱. چاپ اول، دبی: سال انتشار ۲۰۰۵ میلادی.
- دکتر:جبرائیل، جبور، سلیمان،  (البدو والبادیه)  دار العلم للملایین: بیرت، چاب اول، انتشار سال ۱۹۸۸ میلادی. (به عربی).